# 中国首次近地小行星防御任务
中国首次近地小行星防御任务，也称为中国首次近地小行星防御演示验证任务、中国首次小行星防御在轨验证任务，是由中国深空探测实验室提议的一项近地小行星探测任务，计划于2027年使用长征三号乙运载火箭完成探测器和撞击器发射，2029年在小行星2015 XF261实施撞击。

## 背景
小行星防御的课题自21世纪20年代起逐渐进入实践阶段。2022年9月，美国宇航局的近地小行星防御演示验证任务，即“双小行星重定向测试”（DART）任务，成功实现对小行星迪蒂莫斯的子星狄莫弗斯的动能撞击，后续欧空局的赫拉（Hera）任务还计划对DART任务的撞击目标开展进一步的详细勘察。
2018年，国家航天局代表中国政府加入联合国外空委倡导成立的国际小行星预警网和空间任务规划咨询组。2022年1月，《2021中国的航天》白皮书提出论证建设近地小天体防御体系。2022年3月，中国按照规划开始论证首次近地小行星防御演示验证任务。

## 任务筹划
2022年7月，在长征系列运载火箭总设计师龙乐豪的一次演讲中，提到计划2026年使用长征三号乙发射航天器，对2020 PN1实施首次小行星防御任务。
2023年4月，在奥地利维也纳举行的第八届国际宇航科学院行星防御会议上，深空探测实验室的演讲提到将于2025年使用长征三号乙发射航天器，对2019 VL5实施首次小行星防御任务。
2023年4月25日，在2023年“中国航天日”第一届深空探测（天都）国际会议上， 深空探测实验室提出一系列小行星防御任务，包括在2030年实现一次对小行星的动能撞击，并在2030年至2045年计划3—5次近地小行星防御任务。预期在2030—2035年间实现推离偏转小行星，在2045年前初步具备小行星轨道控制能力。同时发布“近地小行星防御与鹊桥通导遥综合星座方案全球征集大赛”，征集首次任务的任务名称与图形标识和任务方案，并征集系列任务长期方案。
2024年9月5日，在第二届深空探测（天都）国际会议上，中国深空探测实验室公布了中国首次近地小行星防御任务方案设想。

### 科学目标
首次任务的科学目标为：
- 揭示撞击目标动力学演化规律，探测目标小行星的轨道特征；
- 揭示撞击目标固有特性，探测目标小行星的形状、大小、成分和结构；
- 揭示撞击动量传递规律，开展地形变化、溅射物分布等墙击效应研究。

### 工程目标
首次任务的科学目标为：
- 形成动能撞击在轨处置能力，突破不确知目标特性下的高速、高精度制导、导航和控制，以及高速动能撞击仿真与试验验证等关键技术；
- 实现撞击效果高精度观测与评估，探索出地基监测和天基探测联合评估模式和方法；
- 建设预警与处置决策支持平台，完善近地小行星撞击风险应对组织体系和工作机制，验证撞击风险应对业务化运行模式。

### 候选小行星
首次任务初选目标共10个，包括小行星2015 XF261、2019 OV3、2020 BD11等。其中直径最大的为89米，最小的为24.3米。可能还包括2020 PN1以及2019 VL5。最终选定小行星2015 XF261为任务目标，其直径估计约为30米。

### 飞行流程方案
首次任务计划于2027年使用长征三号乙发射任务航天器，撞击器和探测器分别实施深空机动，其中探测器将飞掠金星借力助推，于2029年初抵达小行星2015 XF261，2029年4月实施撞击。
关于小行星的探测方案，2023年，任务考虑了“撞击加掠飞”，“撞击加掠飞加伴飞”以及“伴飞加撞击加伴飞”等不同的组合方案。2024年，决定选择“伴飞加撞击加伴飞”方案，通过一次任务实现动能撞击和在轨效果评估。 

### 航天器设计
首次任务的航天器由撞击器与探测器组成，可继承天问二号的部分科学载荷，最大限度地降低成本和安全性风险。